# 2424 Таутенбург
2424 Таутенбург (2424 Tautenburg) — астероїд головного поясу, відкритий 27 жовтня 1973 року.
Тіссеранів параметр щодо Юпітера — 3,530.